# (8656) Cupressus
(8656) Cupressus (1990 QY8) – planetoida z grupy pasa głównego asteroid okrążająca Słońce w ciągu 4,99 lat w średniej odległości 2,92 au. Odkryta 16 sierpnia 1990 roku.